# The King of Limbs
The King of Limbs osmi je studijski album britanskog rock sastava Radiohead. Grupa ga je samostalno objavila 18. veljače 2011. u digitalnoj inačici, dok su ga 28. ožujka 2011. diskografske kuće TBD Records i XL Recordings poimence objavile u Sjevernoj Americi i diljem svijeta.
Nakon dugotrajnog snimanja prethodnog uratka In Rainbows (iz 2007.) na kojem su se služili konvencionalnijom instrumentacijom, Radiohead i njegov dugogodišnji producent Nigel Godrich snimili su The King of Limbs korištenjem sempliranja i loopova. Pjevač Thom Yorke nazvao ga je "iskazom divljaštva i mutacije". Omot albuma, koji su dizajnirali Yorke i višegodišnji suradnik Stanley Donwood, prikazuje prirodu i duhove nadahnute bajkama.
Skupina nije objavila nijedan singl s The King of Limbsa, ali je objavila glazbeni spot za pjesmu "Lotus Flower"; Yorkeov ples u spotu doveo je do nastanka internetskog mema. Godine 2012. krenula je na međunarodnu turneju i pojavila se na nekoliko glazbenih festivala. Europska je turneja odgođena nakon što se u Downsview Parku u Torontu srušila privremena pozornica – u nesreći je umro tehničar, dok je troje osoba ozlijeđeno.
Publikacije kao što su The Wire, NME i PopMatters proglasile su ga jednim od najboljih albuma godine. Na 54. dodjeli nagrada Grammy nominiran je za nagradu u pet kategorija, među kojima je i nagrada za najbolji album alternativne glazbe. U prva dva mjeseca nakon objave prodano je između 300.000 i 400.000 primjeraka albuma, a inačica na gramofonskoj ploči postala je uspješnica u Ujedinjenom Kraljevstvu. Verzija albuma na CD-u debitirala je na sedmom mjestu glazbene ljestvice UK Albums Chart i šestom mjestu ljestvice Billboard 200. Poslije The King of Limbsa objavljeni su album remiksanih inačica TKOL RMX 1234567, koncertni videoalbum The King of Limbs: Live from the Basement i odbačene pjesme "Supercollider" i "The Butcher".

## Snimanje
Radiohead je od svibnja 2009. do siječnja 2011. u više navrata radio na The King of Limbsu s dugogodišnjim producentom Nigelom Godrichem. Tijekom tog procesa grupa je početkom 2010. tri tjedna snimala u kući glumice Drew Barrymore u Los Angelesu.
Sastav nije želio da se snimanje uratka oduži kao što se odužilo tijekom rada na prethodnom albumu In Rainbows (iz 2007.). Pjevač Thom Yorke izjavio je: "Želimo li nastaviti, to moramo učiniti zbog drugih razloga." Ilustrator Stanley Donwood komentirao je da je In Rainbows bila "zaključna izjava" i da je skupina željela snimiti album koji je više "prolazan". Multiinstrumentalist Jonny Greenwood izjavio je: "Nismo željeli uzeti gitare u ruke i osmisliti nizove akorda. Nismo željeli sjediti pred računalom. Željeli smo treću stvar – svirati i programirati."
Za razliku od In Rainbowsa čije su pjesme skladane na temelju koncertnog materijala, skladbe na The King of Limbsu proizašle su iz eksperimentiranja u studiju. Yorke se želio udaljiti od konvencionalnijih metoda snimanja. Dok su bili u Los Angelesu, Yorke i Godrich počeli su se zanimati za posao DJ-a, nakon čega je Godrich skupini predložio dvotjedni eksperiment tijekom kojeg se umjesto uobičajenim glazbalima trebala služiti manipulacijom gramofonskih ploča i softverom za njihovu emulaciju. Godrich je izjavio: "Taj se dvotjedni eksperiment pretvorio u šest jebenih mjeseci. I to je cijela priča o tom albumu."
Radiohead je snimio veći dio albuma korištenjem loopova i sempliranjem odsviranih glazbenih dionica. Članovi grupe služili su se softverom za sempliranje koji je osmislio Greenwood, koji ga je opisao "nestabilnom, glupom inačicom" Ableton Livea, i uz pomoć njega snimili su glazbene sekvencije. Yorke je preko sekvencija skladao melodije i napisao stihove, a taj je proces usporedio s filmskom montažom. Gitarist Ed O'Brien komentirao je: "Znali bismo da smo naišli na nešto odlično kad bismo udarili u zid, što je primjerice bio slučaj s pjesmom 'Bloom' koja nije bila dovršena... Zatim je [Colin Greenwood] odsvirao tu bas-dionicu i Thom je počeo pjevati. Zbog toga je postala stoput bolja." Godrich je spomenuo da je snimanje dovelo do "ogromnog nereda koji sam čistio oko godinu i pol".
Grupa je 24. siječnja 2010. nakratko prekinula sa snimanjem kako bi nastupila u holivudskom Henry Fonda Theatreu i prikupila sredstva za Oxfam čiji je cilj bio pomoći unesrećenima u potresu na Haitiju. Nastup je u prosincu 2010. besplatno objavljen u digitalnoj inačici pod imenom Radiohead for Haiti; na tom uratku nalazi se i izvedba pjesme "Lotus Flower", kasnije objavljene na The King of Limbsu, koju je Yorke svirao na akustičnoj gitari.

## Glazba i tekstovi
Radiohead – Lotus Flower

Prema časopisu Rolling Stone Radiohead se na The King of Limbsu dodatno odvojio od konvencionalnog rocka i tipičnih struktura pjesama i posvetio se "ćudljivoj, ritmičnoj electronici, vrlo sporim baladama i ambijentalnoj psihodeliji". Nekoliko je recenzenata primijetilo utjecaje dubstepa. Pjesme na albumu uglavnom su nastale sempliranjem, korištenjem loopova i ambijentalnih zvukova, ali i uvrštavanjem zvukova iz prirode poput ptičjeg glasanja i vjetra. Pitchfork je za glazbu na albumu izjavio da se sastoji od "agresivnih ritmova izrađenih od komadića digitalnog otpada koji su robotski repetitivni, ali ljudski neuravnoteženi, dok slojevite bubnjeve prate kraće melodične stanke". O'Brien je komentirao: "Ritam je kralj udova [The King of Limbs]! Ritam vlada albumom. Vrlo je važan."
Prva skladba "Bloom" nadahnuta je BBC-jevom dokumentarnom serijom o prirodi pod imenom Plavi planet. Započinje s loopom klavira, a u njoj se naknadno pojavljuju rogovi i složeni ritmovi. Prema riječima novina The Independent na "Morning Mr Magpie" prisutne su "neumorne gitare". "Little by Little" sastoji se od "raspadajućih gitarskih oblika" i "zveketavih" udaraljki. Na "Feral" su prisutni raspršeni vokalni isječci i "bogati" bubnjevi. "Lotus Flower" sadrži bas-dionicu na sintesajzeru i Yorkeov falsetto. "Codex" je klavirska balada s "avetinjskim" rogovima, gudačima i bubnjarskim strojem Roland TR-808. "Give Up the Ghost" balada je izvedena na akustičnoj gitari, a vokali na njoj slojeviti su i u harmoniji. Posljednja skladba, "Separator", sastoji se od gitare i klavira, "lomljivog" loopa bubnjeva i vokala u jeci.
Yorke je izjavio da je The King of Limbs "vizualan" album i da je stihove i ilustracije koji predočuju "divljaštvo" i "mutaciju" nadahnula njegova zabrinutost za okoliš. Uradak je nazvan po King of Limbsu, drevnom hrastu u šumi Savernake Forest u Wiltshireu, u blizini Tottenham Housea, gdje je Radiohead snimio In Rainbows.
Budući da se sastoji od osam pjesama koje zajedno traju 37 minuta, The King of Limbs najkraći je Radioheadov studijski album. O'Brien je komentirao da je grupa smatrala da idealan album traje oko 40 minuta i naveo je album What's Going On Marvina Gayea (iz 1971.) kao primjer klasičnog uratka koji je kraći od The King of Limbsa.

## Ilustracije i omot albuma
Ilustracije je izradio Yorke u suradnji s dugogodišnjim Radioheadovim suradnikom Stanleyjem Donwoodom. Donwood je planirao načiniti uljene portrete članova Radioheada slijedeći stil Gerharda Richtera, ali je tu ideju naknadno odbacio: "Nikad se prije nisam bavio uljenim slikarstvom i nisam Gerhard Richter, tako da je to dovelo do niza katastrofalnih slika." Kao što je bio slučaj s prethodnim Radioheadovim albumima, Donwood je radio na ilustracijama dok je skupina snimala pjesme u blizini; zbog glazbe je zamislio "ogromne, višebojne katedrale drveća s čijih grana odjekuje glazba dok se u magli skriva čudno životinjsko carstvo". S Yorkeom je nacrtao drveće s očima, udovima, ustima i duhovima te su tako stvorili "čudnovata bića s više udova koja nisu ni dobroćudna ni zlokobna", a nadahnuta su sjevernoeuropskim bajkama.
Za posebnu "novinsku" inačicu The King of Limbsa Donwood je želio načiniti nešto "se stalno mijenja". Odlučio se za novine, koje blijede pod sunčevim svjetlom, zbog njihove "prolaznosti"; taj je postupak odrazio temu prirode na albumu, odnosno prirodno propadanje živih bića. Također su ga nadahnule vikend-novine cijelog formata i novine i časopisi iz 1960-ih koji su zagovarali radikalniju politiku. Posebna je inačica albuma nominirana za nagradu Grammy u kategoriji najboljeg box seta ili specijalnog ograničenog izdanja na 54. dodjeli tih nagrada.

## Objava
Radiohead je 14. veljače 2011. najavio The King of Limbs na svojim službenim mrežnim stranicama. Objavljen je 18. veljače, jedan dan prije predviđenog datuma objave, jer je mrežno mjesto ažurirano prije roka. Digitalna inačica prodavana je za 6 funti, a posebna je inačica uratka, objavljena 9. svibnja 2011., prodavana za 30 funti. Posebna se inačica sastoji od albuma na CD-u i dvaju gramofonskih ploča od deset inča, dodatnih ilustracija, posebnog omota i "oksorazgradivog plastičnog paketa u boji". The King of Limbs na CD-u i gramofonskoj ploči u Ujedinjenom je Kraljevstvu objavio XL Recordings, u SAD-u TBD, a u Japanu Hostess Entertainment.
Dana 16. travnja 2011. Radiohead je objavio dvije pjesme snimljene u vrijeme rada na The King of Limbsu: "Supercollider" i "The Butcher". Objavljene su kao dvostruki singl na Dan prodavaonica albuma. Kasnije su postale dostupne za besplatno preuzimanje onima koji su The King of Limbs kupili na službenim stranicama skupine. U lipnju 2011. Radiohead je najavio objavu niza remiksanih pjesama s The King of Limbsa. Remiksane verzije pjesama kompilirane su na albumu TKOL RMX 1234567, objavljenom u rujnu 2011. Radiohead je odsvirao sve pjesme s The King of Limbsa uživo za The King of Limbs: Live from the Basement, emitiran u srpnju 2011., a u prosincu iste godine objavljenom na DVD-u i Blu-rayu.
Grupa je 11. veljače 2014. objavila aplikaciju za mobilne telefone pod imenom Polyfauna, na kojoj su se nalazile glazba i ilustracije s The King of Limbsa. Godine 2017. Radiohead je u suradnji s filmskim skladateljem Hansom Zimmerom snimio novu inačicu pjesme "Bloom" za BBC-jevu dokumentarnu seriju o prirodi Plavi planet II. Na toj se skladbi, tad naslovljenom "(ocean) Bloom", pojavljuju novi Yorkeovi vokali koji su snimljeni uz BBC-jev koncertni orkestar. U priopćenju za tisak Yorke je izjavio: "'Bloom' je nadahnuta izvornom serijom Plavi planet, tako da je odlično što se tom pjesmom krug zatvorio."

## Promidžba
Dana 18. veljače Radiohead je na YouTubeu objavio glazbeni spot za pjesmu "Lotus Flower"; u crno-bijeloj je tehnici i prikazuje Yorkea kako pleše. Režirao ga je Garth Jennings, a za koreografiju je zaslužan Wayne McGregor. Taj je spot nadahnuo internetski mem "Thom Yorke koji pleše" (Dancing Thom Yorke) – u tom se memu mijenjao zvuk ili promijenili dijelovi videozapisa, a ključna riječ "#thomdance" bila je u trendu na Twitteru. Promidžbeni prijenos na križanju Shibuya u Tokiju otkazan je iz sigurnosnih razloga.
Dana 28. ožujka 2011. Radiohead je radi promidžbe The King of Limbsa na CD-u i gramofonskoj ploči u nezavisnim prodavaonicama albuma širom svijeta dijelio besplatne novine Universal Sigh. Donwood i Yorke osobno su dijelili primjerke u prodavaonici albuma Rough Trade u istočnom Londonu. Universal Sigh nadahnut je besplatnim novinama poput LA Weeklyja i London Litea; radi se o tabloidu od dvanaest stranica izrađenom korištenjem ofsetne litografije na novinskom papiru i sastoji se od ilustracija, poezije i stihova, kao i kraćih priča koje su napisali Donwood, Jay Griffiths i Robert Macfarlane.

### Turneja
Radiohead je uživo izveo pjesme s The King of Limbsa tek nekoliko mjeseci nakon objave uratka jer je Yorke želio nastaviti s radom u studiju, a bilo je potrebno i neko vrijeme za pripremu koncertnog aranžmana skladbi. Za izvedbu složenih ritmova na albumu grupa je unajmila drugog bubnjara, Clivea Deamera, koji je radio s Portisheadom i Get the Blessingom. Selway je komentirao: "Bilo je vrlo zanimljivo. Jedan je svirao na tradicionalan način, a drugi je imitirao bubnjarski stroj. Povuci-potegni, kao u dječjoj igri, zaista interesantno." Deamer se pridružio Radioheadu i na naknadnim turnejama.
Dana 24. lipnja 2011. Radiohead je održao prethodno nenajavljeni koncert na pozornici Park na Glastonbury Festivalu, na kojem je prvi put izveo pjesme s The King of Limbsa. U rujnu je održao dva nastupa u Roseland Ballroomu u New Yorku i pojavio se na američkoj televiziji, pa tako i premijeri nove sezone emisije Saturday Night Live i specijalnoj epizodi The Colbert Reporta koja je trajala sat vremena. Godine 2012. Radiohead je otišao na turneju u Europu, Sjevernu Ameriku i Aziju, a između ostalog nastupio je na festivalima Bonnaroo, Coachella i Fuji Rock.  Koncerte su uglavnom održavali u arenama; O'Brien je izjavio da "precizan i detaljan" materijal s The King of Limbsa ne bi bio prikladan za izvedbu na vanjskim prostorima.
Dana 16. lipnja 2012., tijekom pripreme za koncert u Downsview Parku u Torontu urušio se krov privremene pozornice; u nesreći je poginuo tehničar bubnjeva Scott Johnson, dok je troje ostalih osoba ozlijeđeno. Koncert je otkazan i Radioheadovi su nastupi u Europi odgođeni. Nakon promjene rasporeda koncerata članovi skupine održali su počast Johnsonu i ostalim pomoćnicima na idućem koncertu, koji se održao u srpnju u Nîmesu, Francuskoj. Godine 2013. Live Nation Canada Inc, dvije ostale organizacije i inženjer optuženi su za 13 prekršaja. Nakon odgode koju je prouzročio ništavan sudski postupak, slučaj je odbačen 2017. prema Jordanovu rješenju, koje nalaže da slučajevi trebaju biti riješeni u određenom roku. Istragom provedenom 2019. zaključeno je da se radilo o slučajnoj smrti.

## Prodaja
The King of Limbs dva je mjeseca isključivo bio dostupan na Radioheadovim mrežnim stranicama prije nego što je objavljen u prodavaonicama albuma; u tom je razdoblju prodano između 300.000 i 400.000 digitalnih primjeraka. Chris Hufford, jedan od Radioheadovih menadžera, procijenio je da je sastav tim albumom zaradio više nego bilo kojim prijašnjim uratkom jer je najveći broj primjeraka prodan na mrežnim stranicama bez posredstva diskografske kuće.
Inačica objavljena za prodavaonice albuma debitirala je na sedmom mjestu ljestvice UK Albums Chart i u prvom je tjednu nakon objave prodana u 33.469 primjeraka. Gramofonska inačica u prvoj je polovici 2011. prodana u više od 20.000 primjeraka u Ujedinjenom Kraljevstvu, što iznosi 12 % svih prodanih gramofonskih ploča u tom razdoblju; na koncu je postao najprodavaniji album na gramofonskoj ploči te godine. Do travnja 2015. bio je drugi najprodavaniji album na gramofonskoj ploči tog desetljeća u Ujedinjenom Kraljevstvu.
U Sjedinjenim Američkim Državama debitirao je na šestom mjestu ljestvice Billboard 200 i u prvom je tjednu prodan u 69.000 primjeraka. Sljedećeg se tjedna popeo na treće mjesto i prodan je u dodatnih 67.000 primjeraka. Do travnja 2012. The King of Limbs prodan je u 307.000 primjeraka u SAD-u, zbog čega je postao prvi Radioheadov album koji je ondje postigao zlatnu nakladu.

## Recenzije
Na mrežnom mjestu Metacritic, koje prikuplja ocjene recenzenata iz glavne struje, prosječna ocjena The King of Limbsa iznosi 80 od 100 na temelju 40 recenzija, što označava "uglavnom pozitivne recenzije". Michael Brodeur iz Boston Globea pohvalio je "napeto zatišje tih osam pjesama – mirnoću koja bi svakog trenutka mogla nestati". Dodao je: "Dok je In Rainbows bio blag ali žustar – album koji kao da se kretao nekamo – pjesme [s The King of Limbsa] jezive su i zloćudne, a prikradaju se poput sjena". Corey Beasley iz PopMattersa napisao je: "The King of Limbs prekrasan je album, album koji morate slušati pažljivije od njegova prethodnika, ali pruža jednako vrijedna – premda različita – uzbuđenja."
François Marchand iz Vancouver Suna komentirao je da uradak "spaja brojne različite Radioheadove stilove" i da ga "vrijedi prigrliti". Recenzent Robert Christgau dodijelio mu je počasnu pohvalu od dvije zvjezdice i slušateljima je preporučio pjesme "Little by Little" i "Bloom". Quietusov recenzent Ben Graham komentirao je da bi to mogao biti najbolji Radioheadov rad: "King of Limbs vraća se vremenu [albuma] Kid A / Amnesiac koji je razočarao mnogo obožavatelja OK Computera, ali to čini uz veću zrelost i iskustvo koji obogaćuju i pjesme i proces."
Neki su recenzenti smatrali da je The King of Limbs manje inovativan od prijašnjih Radioheadovih albuma. Mark Pytlik s mrežnog mjesta Pitchfork opisao ga je "dobro utabanim terenom za Radiohead; iako i dalje donosi zadovoljavajuće rezultate, osjetan je nedostatak revolucionarne ambicioznosti tipične za skupinu". AllMusicov urednik Stephen Thomas Erlewine komentirao je: "[Na The King of Limbsu] Radiohead čini ono što inače čini ... bez razmetanja i uobraženosti; polako napušta ulogu pionira i posvećuje se svojem zanatu".  Luke Lewis iz NME-ja izjavio je da je to "album koji više treba poštovati zbog toga kako je izrađen nego slaviti zbog njegove veličanstvenosti". U retrospektivnom članku za Stereogum iz 2015. Ryan Leas zaključio je da se The King of Limbs sastoji od "vrlo dobre, a katkad odlične glazbe važne skupine; međutim, ipak je neka vrsta razočaranja jer na koncu nije bila riječ o kakvoj neočekivanoj genijalnoj ideji". Dodao je da je The King of Limbs: Live from the Basement bolji uradak: "Čujete rad mišića i pokrete tijela ondje gdje je potrošena genijalnost Radioheadovih elektroničkih impulsa počela oslabljivati glazbu."
Ann Powers napisala je za Los Angeles Times da je The King of Limbs podijelio slušatelje jer je jednom dijelu njih bio previše lišen emocija, preapstraktan ili "zlokobna prizvuka", a nekima možda previše sličan ostalim Radioheadovim radovima. Prema njezinim riječima neke je obožavatelje razočaralo to što su nakon tri i pol godine čekanja na nasljednika In Rainbowsa dobili album od samo osam pjesama koje su zvučale "relativno razbacano", zbog čega je došlo do širenja nepotvrđenih teorija o skorašnjoj objavi drugog albuma.
Nekoliko je publikacija The King of Limbs proglasilo jednim od najboljih albuma 2011.: The Wire i The Guardian nazvali su ga 27. albumom godine, Mojo četrdeset i sedmim, NME dvadesetim, PopMatters desetim, Uncut sedmim, a Rolling Stone petim. Na 54. dodjeli nagrada Grammy nominiran je za nagradu u pet kategorija: najbolji album alternativne glazbe, najbolji box set ili posebno ograničeno izdanje, najbolji kraći glazbeni video (za "Lotus Flower"), najbolju rock izvedbu ("Lotus Flower") i za najbolju rock pjesmu ("Lotus Flower").

## Popis pjesama
Tekstovi i glazba: Radiohead. 
| 1.    | »Bloom«             | 5:15 |
| 2.    | »Morning Mr Magpie« | 4:41 |
| 3.    | »Little by Little«  | 4:27 |
| 4.    | »Feral«             | 3:13 |
| 5.    | »Lotus Flower«      | 5:01 |
| 6.    | »Codex«             | 4:47 |
| 7.    | »Give Up the Ghost« | 4:50 |
| 8.    | »Separator«         | 5:20 |
| 37:34 |                     |      |

## Zasluge
| Radiohead - Colin Greenwood - Jonny Greenwood - Ed O'Brien - Philip Selway - Thom Yorke – vokali, glazbala; ilustracije (pod imenom "Zachariah Wildwood") Dodatni glazbenici - Noel Langley – krilni rog (na pjesmama 1 i 6) - Yazz Ahmed – krilni rog (na pjesmama 1 i 6) - The London Telefilmonic Orchestra – gudaća glazbala (na pjesmi "Codex") - Levine Andrade – umjetnički voditelj - Robert Ziegler – dirigent | Ostalo osoblje - Nigel Godrich – produkcija, tonska obrada, miksanje - Drew Brown – dodatna tonska obrada - Darrell Thorp – produkcijski asistent - Bryan Cook – produkcijski asistent - Bob Ludwig – masteriranje - Stanley Donwood – ilustracije (pod imenom Donald Twain) |

## Ljestvice
| Ljestvica (2011.)                          | Najviša pozicija |
| ------------------------------------------ | ---------------- |
| Australija                                 | 2.               |
| Austrija                                   | 11.              |
| Belgija (Flandrija)                        | 7.               |
| Belgija (Valonija)                         | 8.               |
| Danska                                     | 10.              |
| Finska                                     | 13.              |
| Francuska                                  | 8.               |
| Grčka                                      | 9.               |
| Irska                                      | 7.               |
| Italija                                    | 8.               |
| Japan                                      | 3.               |
| Kanada                                     | 5.               |
| Meksiko                                    | 8.               |
| Nizozemska                                 | 3.               |
| Norveška                                   | 4.               |
| Novi Zeland                                | 5.               |
| Njemačka                                   | 13.              |
| Sjedinjene Američke Države (Billboard 200) | 3.               |
| SAD (Alternative Albums)                   | 1.               |
| SAD (Independent Albums)                   | 1.               |
| SAD (Top Rock Albums)                      | 1.               |
| Španjolska                                 | 10.              |
| Švedska                                    | 9.               |
| Švicarska                                  | 8.               |
| Ujedinjeno Kraljevstvo                     | 7.               |